# Hippolyte Fournier
Pour les articles homonymes, voir Fournier (nom de famille).
Hippolyte Émile Louis Fournier, né le 4 mars 1853 à Rablay et mort le 12 janvier 1926 à Gonnord, est un peintre, sculpteur, illustrateur français.

## Biographie
Formé par Eugène Brunclair (1832-1918) à Angers puis monté à Paris, Hippolyte Fournier entre à l'Académie Julian, y fait la connaissance de son futur ami Henri Martin (peintre) et, en 1879 devient l'élève de Jean-Paul Laurens. Il expose au Salon des artistes français à partir de 1881 des portraits, des peintures d'histoire, des scènes de genre inspirées de l'Anjou, des paysages, avant d'adopter vers 1890 un style marqué par le symbolisme, exprimant entre autres un attachement aux figures de la chrétienté — voir La Foi, tableau dans l'église Saint-Aubin de Chambellay ou Procession de la Fête-Dieu à Gonnord dans l'église Saint-Pierre de Valanjou. Ces deux derniers tableaux  et Rêverie sont inscrits chacun Monument historique . Il produit aussi des nus inspirés de ses modèles féminins. Il devient membre de la société du Salon,.

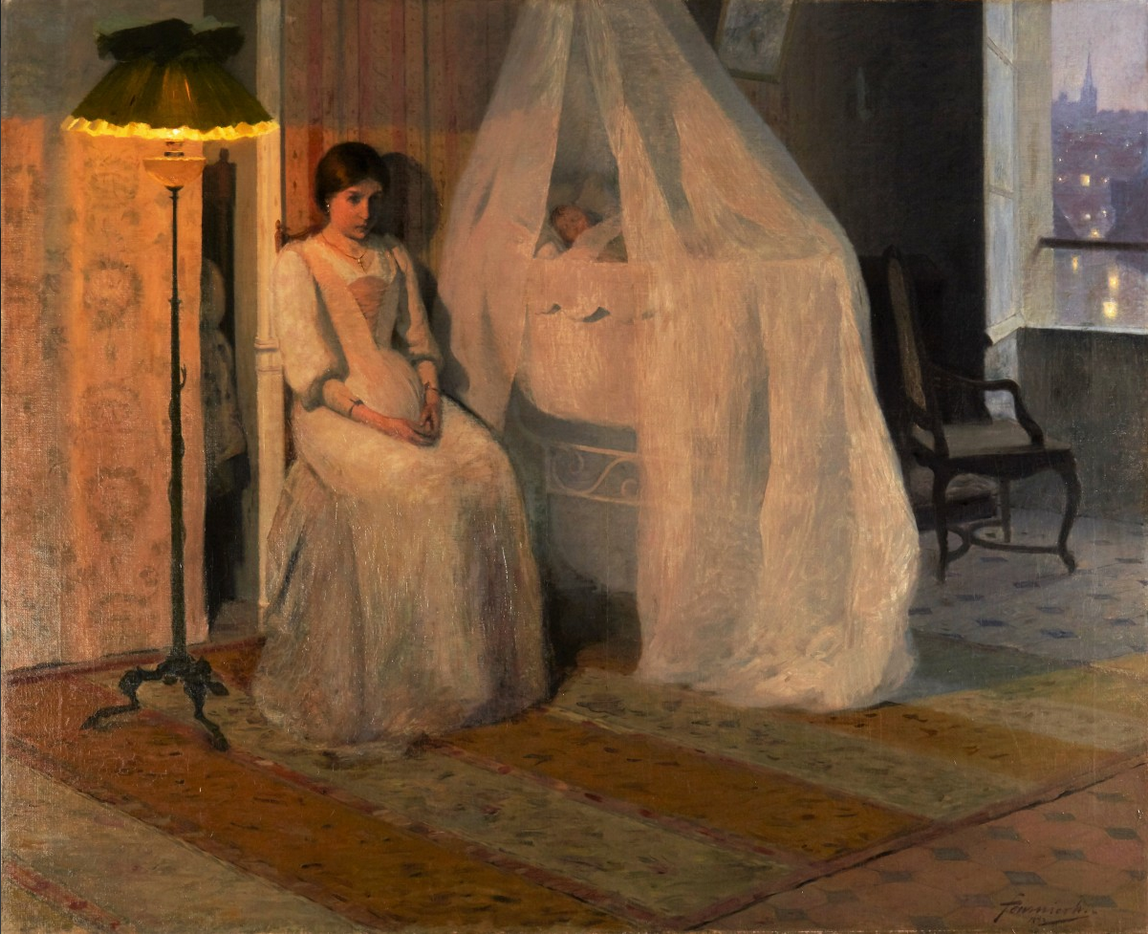
La Jeune Mère, huile sur toile, Salon de 1894.

Vers 1905, il se retire à Gonnord. En 1907, il participe au deuxième congrès de l'Union internationale des Beaux-Arts et des Lettres dans le cadre du « Musée du Peuple »  fondé par Alexis Mérodack-Jeaneau.
On lui connaît une production de sculptures dans un style proche de l'art déco.